# ICICI銀行
ICICI銀行（英語：ICICI Bank Ltd.）は、インドのグジャラート州ヴァドーダラに本社を置くが、実質的な本社機能はマハーラーシュトラ州ムンバイに存在する。インドの市中銀行としては、インドで2番目の規模の銀行である。かつては「Industrial Credit and Investment Corporation of India(インド工業信用投資公社)」と称していた。

## 概要

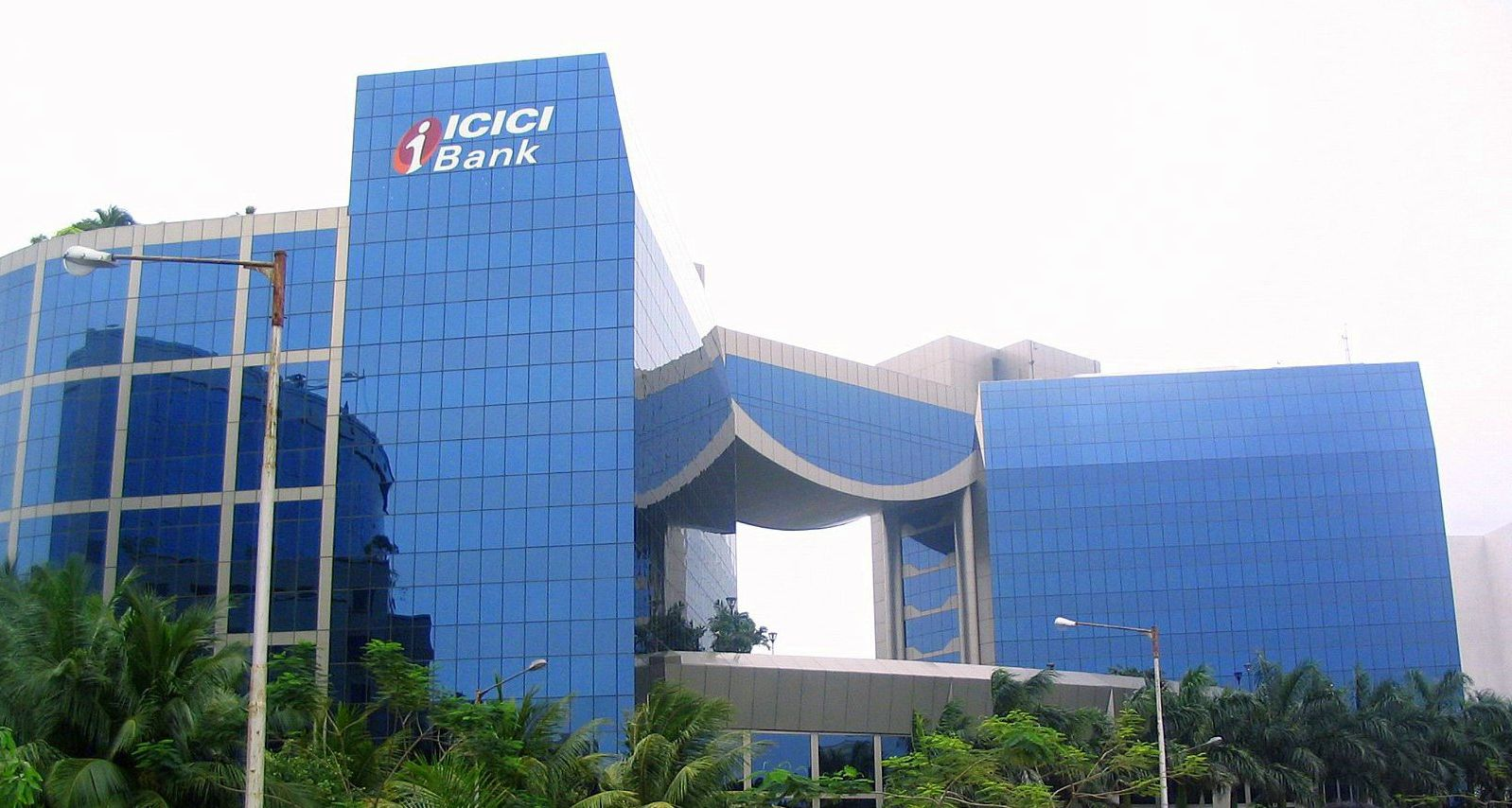
ICICI銀行 本社ビル（ムンバイ）

1955年に世界銀行とインド政府によって、中長期のプロジェクト・ファイナンスを提供することを主目的とする金融機関として設立された。90年代に入るとインド経済が機関化するにともない、プロジェクト・ファイナンス以外の業務にも進出、1994年に改組して現在に至る。1996年JPモルガンとの提携関係を発展させ、ICICIアセット・マネジメントを設立した。
1999年にはニューヨーク証券取引所に日本を除くアジアの銀行として初めて上場を果たした。2000年12月からプルデンシャル・ファイナンシャルとの合弁会社を開業させた（ICICIプルデンシャル生命）。出資割合は同時点でICICI74％、プルデンシャル26％であった。プルデンシャルは1956年に国有化を経験している。
一般銀行業務のほか投資情報サービスの提供、仲介業、生命・損害保険業などに従事している。2023年3月時点で、5,900箇所の支店、16,650箇所以上のATMを設置している。国外ではイギリスとカナダに子会社を、シンガポール、バーレーン、香港、アメリカ合衆国、カタール、オマーン、アラブ首長国連邦、中華人民共和国、南アフリカに支店を、アラブ首長国連邦、バングラデシュ、マレーシア、インドネシアに駐在員事務所を置き国際的に活動している。また米国預託証券としても取引されている。